# Carla Toscano
Carla Toscano de Balbín (Madrid, 14 de noviembre de 1977) es política española. Actualmente es concejala del Ayuntamiento de Madrid.

## Biografía
Nacida el 14 de noviembre de 1977 en Madrid. Es licenciada en derecho por la Universidad Complutense de Madrid. Tiene un Máster en Lingüística Aplicada a la Enseñanza de español.

## Trayectoria política
Fue  diputada en el Congreso desde el 21 de mayo de 2019 hasta el 10 de enero de 2024, día que renunció al cargo.
Ejerce de concejala en el Ayuntamiento de Madrid. Se caracteriza por su defensa de la vida frente al aborto y por oponerse al movimiento feminista. Uno de los momentos más destacables cuando fue diputada en el Congreso de los Diputados fue cuando le dijo a la entonces, ministra de igualdad, Irene Montero, que «el único mérito de la ministra de igualdad, Irene Montero, es “haber estudiado en profundidad” a Pablo Iglesias», su actual pareja y el fundador de Podemos. Hizo numerosas intervenciones críticas sobre la polémica Ley Orgánica de Garantía Integral de la Libertad Sexual, más conocida como «ley del solo sí es sí».